# Hexachlorcyclohexan
Hexachlorcyclohexan, genauer 1,2,3,4,5,6-Hexachlorcyclohexan, ist der Name eines Gemischs von verschiedenen stereoisomeren chemischen Verbindungen aus der Gruppe der Halogenkohlenwasserstoffe.

## Überblick
Die verbreitetste Verbindung ist dabei γ-Hexachlorcyclohexan, welches als Insektizid eingesetzt wird und unter dem Namen Lindan besser bekannt ist. Die anderen isomeren chemischen Verbindungen sind α-Hexachlorcyclohexan, β-Hexachlorcyclohexan und δ-Hexachlorcyclohexan. Daneben gibt es in geringer Menge noch ε-Hexachlorcyclohexan. Die η-, θ- und ζ-Isomere wurden nur im Labor synthetisiert. Da die früher durch den Herstellungsprozess (aus Benzol, das unter UV-Strahlung chloriert wird, wobei fünf der acht möglichen Isomere entstehen) mit vorhandenen und mit ausgebrachten α-, β-, δ- und ε-Isomere sich als geschmacksverändernd, toxischer, als Insektizid weniger wirksam und noch schwerer abbaubar erwiesen, als die ebenfalls nicht unproblematische γ-Struktur (die im technischen Hexachlorcyclohexan nur zu 9–18 % enthalten ist), wurde später nur isomerenreines γ-Hexachlorcyclohexan als Fraß- und Kontaktgift eingesetzt. Lindan (also γ-Hexachlorcyclohexan) wurde erstmals 1825 durch Michael Faraday hergestellt. Bei der thermischen Zersetzung bilden sich unter anderem Phosgen und Chlorwasserstoff.
α-Hexachlorcyclohexan kommt als einziges 1,2,3,4,5,6-Hexachlorcyclohexan in zwei enantiomeren Formen vor: (+)-α-Hexachlorcyclohexan und (−)-α-Hexachlorcyclohexan. Im Insektizid findet man herstellungsbedingt α-Hexachlorcyclohexan als Racemat [1:1-Gemisch aus (+)-α-HCH und (−)-α-HCH]. In der Leber von wild lebenden Rehen fand man jedoch vornehmlich (−)-α-HCH, die Abbaugeschwindigkeit von (+)-α-HCH ist signifikant höher als die von (−)-α-HCH. Der Abbau erfolgt also enantioselektiv.
α-, β- und γ-Hexachlorcyclohexan wurden in den Anhang A des Stockholmer Übereinkommens aufgenommen. Zudem ist Hexachlorcyclohexan als „prioritärer gefährlicher Stoff“ in Anhang X der europäischen Richtlinie 2000/60/EG (Wasserrahmenrichtlinie) aufgeführt.

## Eigenschaften
| 1,2,3,4,5,6-Hexachlorcyclohexane |                                                 |                                                 |                                                 |                                                       |                                                 |                                                 |                            |                            |                            |
| Name                             | (−)-α-Hexachlorcyclohexan                       | (+)-α-Hexachlorcyclohexan                       | β-Hexachlorcyclohexan                           | γ-Hexachlorcyclohexan (Lindan)                        | δ-Hexachlorcyclohexan                           | ε-Hexachlorcyclohexan                           | ζ-Hexachlorcyclohexan      | η-Hexachlorcyclohexan      | θ-Hexachlorcyclohexan      |
| Strukturformel                   | (+)-α-HCH                                       | (−)-α-HCH                                       | β-HCH                                           | γ-HCH                                                 | δ-HCH                                           | ε-HCH                                           | ζ-HCH                      | η-HCH                      | θ-HCH                      |
| räumliche Struktur               |                                                 |                                                 |                                                 |                                                       |                                                 |                                                 | ζ-HCH                      | η-HCH                      | θ-HCH                      |
| CAS-Nummer                       | 608-73-1 (Isomerengemisch)                      | 608-73-1 (Isomerengemisch)                      | 608-73-1 (Isomerengemisch)                      | 608-73-1 (Isomerengemisch)                            | 608-73-1 (Isomerengemisch)                      | 608-73-1 (Isomerengemisch)                      | 608-73-1 (Isomerengemisch) | 608-73-1 (Isomerengemisch) | 608-73-1 (Isomerengemisch) |
| CAS-Nummer                       | 319-84-6 (Racemat)                              | 319-84-6 (Racemat)                              | 319-85-7                                        | 58-89-9                                               | 319-86-8                                        | 6108-10-7                                       | 6108-11-8                  | 6108-12-9                  | 6108-13-0                  |
| CAS-Nummer                       | 119911-70-5                                     | 119911-69-2                                     | 319-85-7                                        | 58-89-9                                               | 319-86-8                                        | 6108-10-7                                       | 6108-11-8                  | 6108-12-9                  | 6108-13-0                  |
| PubChem                          | 727                                             | 727                                             | 727                                             | 727                                                   | 727                                             | 727                                             | 727                        | 727                        | 727                        |
| Summenformel                     | C6H6Cl6                                         | C6H6Cl6                                         | C6H6Cl6                                         | C6H6Cl6                                               | C6H6Cl6                                         | C6H6Cl6                                         | C6H6Cl6                    | C6H6Cl6                    | C6H6Cl6                    |
| Molare Masse                     | 290,83 g·mol−1                                  | 290,83 g·mol−1                                  | 290,83 g·mol−1                                  | 290,83 g·mol−1                                        | 290,83 g·mol−1                                  | 290,83 g·mol−1                                  | 290,83 g·mol−1             | 290,83 g·mol−1             | 290,83 g·mol−1             |
| Aggregatzustand                  | fest                                            | fest                                            | fest                                            | fest                                                  | fest                                            | fest                                            | fest                       | fest                       | fest                       |
| Kurzbeschreibung                 | farbloser bis gelblicher kristalliner Feststoff | farbloser bis gelblicher kristalliner Feststoff | farbloser bis gelblicher kristalliner Feststoff | farbloser bis gelblicher kristalliner Feststoff       | farbloser bis gelblicher kristalliner Feststoff | farbloser bis gelblicher kristalliner Feststoff |                            |                            |                            |
| Schmelzpunkt                     | 158 °C                                          | 158 °C                                          | 309 °C                                          | 113 °C                                                | 139 °C                                          | 219 °C                                          |                            |                            |                            |
| Siedepunkt                       | 288 °C                                          | 288 °C                                          |                                                 | 323 °C (Zersetzung)                                   |                                                 |                                                 |                            |                            |                            |
| Dichte                           |                                                 |                                                 | 1,89 g·cm−3                                     | 1,85 g·cm−3                                           | 1,55 g·cm−3                                     |                                                 |                            |                            |                            |
| Löslichkeit                      |                                                 |                                                 | sehr schwer löslich in Wasser (0,2–8 mg/l)      | sehr schwer löslich in Wasser (0,2–8 mg/l)            | sehr schwer löslich in Wasser (0,2–8 mg/l)      | sehr schwer löslich in Wasser (0,2–8 mg/l)      |                            |                            |                            |
| GHS-Piktogramme                  | \| \| \| \| Gefahr                              | \| \| \| \| Gefahr                              | \| \| \| \| Gefahr                              | \| \| \| \| Gefahr                                    | \| \| \| \| Gefahr                              | \| \| \| \| Gefahr                              |                            |                            |                            |
| H- und P-Sätze                   | 301‐312‐351‐410                                 | 301‐312‐351‐410                                 | 301‐312‐351‐410                                 | 301‐312‐351‐410                                       | 301‐312‐351‐410                                 | 301‐312‐351‐410                                 |                            |                            |                            |
| H- und P-Sätze                   | keine EUH-Sätze                                 |                                                 |                                                 |                                                       |                                                 |                                                 |                            |                            |                            |
| H- und P-Sätze                   | 201‐202‐273‐280‐301+310‐302+352+312             | 201‐202‐273‐280‐301+310‐302+352+312             | 202‐264‐273‐280‐301+310‐302+352+312             | 273‐280‐301+310‐501                                   | 273‐280‐301+310‐501                             | 273‐280‐301+310‐501                             |                            |                            |                            |
| MAK                              |                                                 |                                                 |                                                 | Schweiz: 0,1 mg·m−3 (gemessen als einatembarer Staub) |                                                 |                                                 |                            |                            |                            |
| Gefahrensymbol                   | Gefahrensymbol                                  | Gefahrensymbol                                  |                                                 |                                                       |                                                 |                                                 |                            |                            |                            |